# Eccidio di Tavolicci

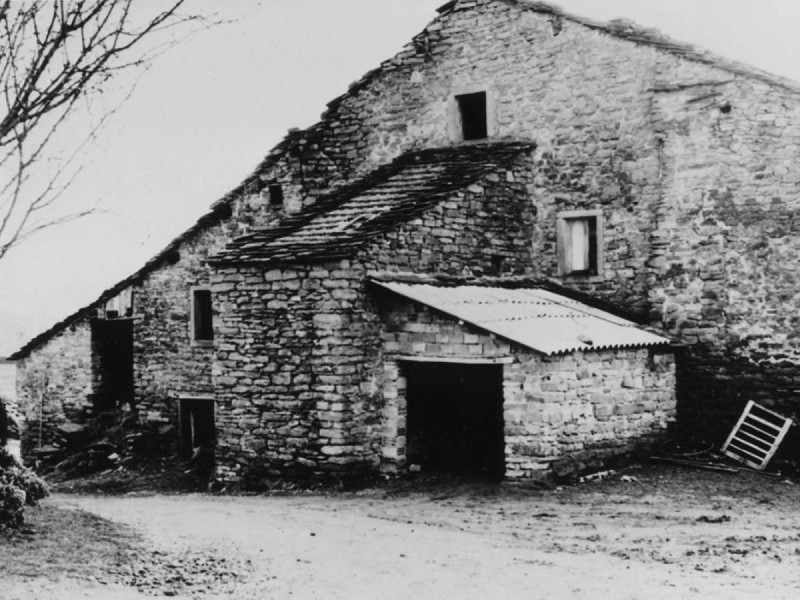
Il luogo dell'eccidio

L'eccidio di Tavolicci è stata una strage nazifascista verificatasi il 22 luglio 1944 nell'omonima frazione del comune di Verghereto, in provincia di Forlì-Cesena, e nella quale furono assassinati 64 civili.

## La strage
Il 22 luglio 1944, i nazi-fascisti trucidarono 64 civili, di cui 19 bambini di età inferiore ai 10 anni, e poi donne e anziani.
Le vittime furono sorprese all'alba e rinchiuse in una casa al centro del paese, dove vennero arse vive. I capi famiglia, una decina, dopo essere stati costretti ad assistere al massacro dei familiari, furono condotti nella vicina località di Campo del Fabbro, dove furono torturati e poi uccisi. Nel tragitto i reparti operanti continuarono la rappresaglia, incendiando le case e uccidendo le persone che trovarono.
Pochissimi furono i superstiti, che riuscirono a salvarsi perché creduti morti, oppure perché fuggirono da una finestra, durante l'incendio della casa.
Le manifestazioni in memoria dell'eccidio si tengono il 22 luglio di ogni anno.

## I responsabili
Le motivazioni e gli artefici dell'eccidio sono stati a lungo sconosciuti e oggetto di discussione. I documenti storici sono fra loro contrastanti. Le fonti ufficiali avevano attribuito la responsabilità a militi fascisti e a elementi della polizia tedesca, alle SS tedesche, a militi fascisti travestiti da tedeschi e perfino a gruppi di sbandati slavi. In una lettera all'ambasciatore tedesco, Mussolini accusò le SS di aver ucciso circa 70 persone a Tavolicci. Accusa respinta da alcuni documenti dell'esercito tedesco, che addossavano la responsabilità a reparti della GNR di Sant'Agata Feltria e a un distaccamento di SS italiane. Anche il processo tenutosi presso la Corte d'assise straordinaria di Forlì, nel 1947, si concluse con un nulla di fatto.
La ricostruzione più accurata dell'eccidio, che comprende le testimonianze dei sopravvissuti, e un'interpretazione delle motivazioni elaborata attraverso l'analisi dei documenti storici e delle fonti orali, è stata fatta da Roberto Branchetti e dai ricercatori dell'Istituto Storico della Resistenza di Forlì-Cesena e pubblicata nel volume: Tavolicci e l'area dei Tre Vescovi. Una comunità pietrificata dalla guerra.
Nel 2004, David Becchetti, Antonio Scaramella e Daniel Visintin realizzarono sulla strage il documentario 22 luglio 1944: una memoria, andato in onda su Planet (circuito Sky).
I documenti più recenti, non più secretati dalla fine del 2004, hanno finalmente individuato la responsabilità materiale dell'esecuzione della strage da parte del IV battaglione di Freiwilligen-Polizei-Bataillon Italia (le SS italiane, volontari che servivano direttamente nell'esercito nazista).
Nel dicembre 2015 Valentina Giovanardi realizza il documentario I BAMBINI DI TAVOLICCI ( https://www.youtube.com/watch?v=ii2DB8hD9vQ) che raccoglie le interviste di alcuni bambini sopravvissuti alla notte del 22 luglio 1944 e rivela le importanti recenti scoperte sulle dinamiche e sulle responsabilità materiali della strage.
Nel 2024 Nicoletta Verna ha pubblicato "I giorni di Vetro", edito da Einaudi, romanzo ambientato nella Romagna del Ventennio, in cui si parla di Tavolicci e di vari altri fatti accaduti nei dintorni di Forlì.

## Memoria
Il primo rilevante contributo della ricerca storica risale agli anni ’70, quando l’Amministrazione Provinciale di Forlì promuove il recupero della “perduta o inesistente memoria collettiva dei fatti” sia attraverso l’organizzazione di manifestazioni commemorative sia grazie al lavoro di Ennio Bonali, Romeo Domeniconi e Sergio Lolletti, che per primi raccolgono 27 testimonianze orali. Documentazione oggi conservata presso l’Istituto per la Storia della Resistenza e Età Contemporanea di Forlì Cesena.
In seguito la Provincia di Forlì finanzia la realizzazione di due documentari e i Comuni di Verghereto e Sarsina, in collaborazione con la Comunità montana cesenate e il Comitato Antifascista, propongono il recupero della casa dell’eccidio, al fine di renderla un simbolo e uno strumento per il “rilancio e l’arricchimento della comunità di Tavolicci”.
All’inizio degli anni Novanta Roberto Branchetti raccoglie ulteriori otto testimonianze di sopravvissuti e testimoni e nel 1994 esce il primo volume dedicato alla strage di Tavolicci: Ennio Bonali, Roberto Branchetti, Vladimiro Flamigni, Sergio Lolletti, Tavolicci e l'area dei Tre Vescovi. Una comunità pietrificata dalla guerra, Cesena, Il Ponte Vecchio, 1994.

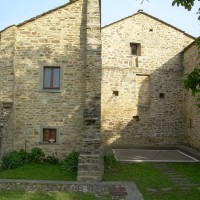
La casa dell'eccidio oggi.

Nel 1995 il ritrovamento del cosiddetto “armadio della vergogna”, oltre 695 fascicoli inerenti alle stragi fasciste e naziste, occultati nello scantinato della Procura militare di Roma, porta alla tardiva riapertura delle indagini sulle stragi. In questo clima di rinnovato interesse, Marco Renzi rintraccia il fascicolo processuale di Tavolicci e la Procura militare di La Spezia riapre le indagini. La constatazione della morte di tutti gli imputati porta all’archiviazione dell’indagine.

## Il riconoscimento ufficiale
Per questi fatti, con un decreto dell'8 marzo 2001 il Presidente della Repubblica, Carlo Azeglio Ciampi, ha conferito la medaglia d'oro al merito civile al Comune di Verghereto con la seguente motivazione: 